# 紅殻のパンドラ
『紅殻のパンドラ -GHOST URN-』（こうかくのパンドラ ゴースト・アーン、PANDORA IN THE CRIMSON SHELL -GHOST URN-）は、六道神士による日本の漫画。原案は士郎正宗。

## 概要
技術が発展し、サイボーグやロボットが一部ではあるが一般に出回り始めた未来。漫画版『攻殻機動隊』（漫画版『アップルシード』と同軸の世界）の10数年前の世界を舞台に、脳以外のすべてを機械化した「全身義体」の少女が最高級リゾート島でテロに遭遇し、偶然知り合った謎の女性2人組とともに事件に立ち向かう。副題の"URN"は「ギリシャの壺（瓶）」すなわち「パンドラの箱」を指している。
原案は『アップルシード』や『攻殻機動隊』などで知られる漫画家・士郎正宗、漫画は『エクセル・サーガ』などで知られる漫画家・六道神士が担当している。2012年10月、月刊漫画雑誌『ニュータイプエース』にて掲載が開始され、翌2013年3月には単行本化された。2021年2月時点で電子版を含めた累計発行部数は100万部を突破している。
なお、『ニュータイプエース』の休刊に伴い、同誌Vol.23号をもって実体雑誌媒体の連載を終了。2013年Vol.98号（2013年9月17日配信）から2016年6月27日まで『ニコニコエース』で、2016年8月1日からは『コミックNewtype』に移籍し、2024年9月20日に本編が最終回を迎えた。なお、『ニコニコエース』については、引き続き『コミックNewtype』配信分を掲載している。
士郎によると、本作は2008年7月にアニメ製作会社の発注に準じて作られた企画をベースにしているという。その後、この企画は諸事情から休眠状態になっていたが、六道の手を借りてコミック化する運びとなった。士郎自身は「大雑把な物語の流れ」や「ベースとなるキャラ設定」のみを提示するスタンスで、ほかは六道に任せているという。また、士郎が漫画を執筆しない理由としては、自分の絵柄が古いこと、自分の過去作品の印象を引きずって明るく楽しい作品にならないおそれがあること、自身の理屈を並べる傾向から作品が鈍重になるおそれがあることを挙げている。なお、六道は体調面の都合から単行本第8巻をもって作画担当を降板し、構成・シナリオに専念することとなった。単行本第9巻以降の作画は春夏秋冬鈴が担当しているが、版権の関係でタイトルに名前は書かれていない。
2015年10月24日にテレビアニメ化が発表され、翌2016年1月から同年3月までTOKYO MXなどで放送された。こちらは漫画版から設定が大幅に変更されており、士郎正宗による各原作漫画版（『アップルシード』や『攻殻機動隊』）とのつながりはない。

### 『攻殻機動隊 ARISE』との関係
本作は当初、『GHOST URN』という題名で企画され、初期プロットでは『攻殻機動隊 ARISE』と同一の世界観を舞台にする予定であったが『GHOST URN』のアニメ企画が諸般の事情で中止になり、KADOKAWAが漫画として企画を再始動させる際に『攻殻機動隊 ARISE』よりも前の時代になり題名も『紅殻のパンドラ -GHOST URN-』となった。結果、歴史軸の扱いとしては『ARISE』と『紅殻のパンドラ』のつながりはない。（そもそも『ARISE』が他の攻殻作品とは無関係の新しい攻殻として作られた作品である）

## あらすじ
技術の進歩により、一般社会にもサイボーグやロボットが出回り始めた未来。大規模な自然災害が世界中で多発する一方、社会では貧富の差が拡大した混迷の時代に入っていた。
脳以外の全身を機械化した「全身義体」の少女・七転 福音は、平和な最高級リゾート島「セナンクル・アイランド」を訪れていた。しかし、強力な武装を持つ巨大自律型掘削機・ブエルが突然暴走したことで、島は崩壊の危機に立たされる。福音は、島で出会った謎の女性科学者のウザル・デリラと、美少女型アンドロイドのクラリオンに協力し、ブエルに立ち向かうことになる。

## 登場人物

### 主要人物
七転 福音（ナナコロビ ネネ）
声 - 福沙奈恵
本作の主人公。脳以外の全身を機械化した全身義体（サイボーグ）の少女。16歳。福岡出身の日本人。
幼いころに難病である「ピュクシス症候群」の治療の一環として電脳化されていたが、本編の6年前に空襲に巻き込まれて両親（母親は詩乃、父親は悟）と死別。更に自身も瀕死の重体となるが、全身義体となったことで一命を取り留めた。全身義体がまだ発展途上の技術である本作の時代において、数少ない「適合者」（アデプタ）である。全身義体となってからは、「『ひとのためになる』研究の手伝い」をしていたが、遠縁の親戚（本来は赤の他人だが、国のサーバーをクラックして血縁を偽造した）である拓美に引き取られ、新しい生活先であるセナンクル島に向かう船旅の途中でウザルとクラリオンに出会い、ブエルを巡る騒動に巻き込まれていく。ちなみに、セナンクル島に来た時点ですでに大学検定資格（IP）を取得している。これは入院生活が長く勉強以外にやることがなかったから、らしい。また、全身義体であるため見た目以上に重い。

認可直後の第一世代型義体である。（作品内で明言はされていないが世界で7番目の全身義体成功例）生身で残っている部分は脳と脊髄と一部の生体組織のみで、他の部分はすべて義体化されている。そのためか、「下着は一着あればいい」と発言し、拓美に「理屈はわかるが嘆かわしすぎる」と苦言を呈される場面も見られる。現在の義体の顔は「両親にもらった顔を変えたくない」という理由から、成長シミュレーションの結果をモデルにしている。頭の髪留めは母親の形見である。

素直な性格だが、あまりに素直すぎるためウザルに「もう少し他人を警戒したまえ」と窘められている。一方で、拓美に「子供の自覚が足りない」と評されるほど大人びた一面を持ち、セナンクル島では学校に通わず、拓美のために働いて恩返しをしようと考えていた。同性ながらクラリオンに一目惚れしており、彼女への「溺愛」とも呼べるスキンシップを行っている。趣味は間接入力型ゲーム（作中の時代におけるレトロゲーム）「モンバス」で、義体操作のためのリハビリテーションとして通算5,000時間以上もプレイしていたため、廃人級の腕前を持つ。
夢は「世界平和」で、ウザルに「大金を手に入れたとしたら、何を買いたいか」を問われた際にも挙げている。「世界平和は小さな親切の積み重ね」という考えから、積極的に人助けを行うため、時には自身の義体を破損させるようなことも躊躇わない。
自分を「両親ではないみんなから『わたし』をもらった」と表現しており、身体を他人から与えてもらって生きていることに引け目を感じている。後述の能力に関しても、当初は「他人からもらった力を自分のために使うのはずるい」という考えから使用を躊躇っていたが、アンナの一件から人助けのためにその力を使うことを肯定的に捉えるようになり、通信授業（ネットスクール）という形で学校にも通うようになった。
危険な場所へ向かう前に、母親から教わった「大丈夫のおまじない」 として、額を相手の額にくっつける癖がある。一方で、両親と一緒に撮影した家族写真を何の躊躇いもなく片付けてしまうという一面もある。
クラリオンとの初対面時、「初めておんなじな子に逢えた」と言っているが、これはクラリオンを「ウザルの娘で、全身義体の人間」だと勘違いしているためである。（アニメ版ではクラリオンのことをロボットだといつの間にか認識している） また、ゲルコマを「さん」付けで呼んだり、アンドロイドを「この子」と表現したりと、機械と人間の境界が曖昧になっている節がある。この点は拓美に「福音ちゃんの世界観は興味深い」と評されている。
クラリオンに内蔵されている「パンドーラ・デバイス」を使用することで、戦闘技術など様々なスキルをプログラム化したアプリケーションを自在に使いこなし、驚異的な戦闘能力を発揮する。拓美に「天然の『防壁』持ち」と評されたり、機械の仲介ツールを使用せずに自力で偽装空間を組み上げてシステムを掌握したりと、機械やシステムに対して優れた適応能力を持っている。また、セナンクル島にやって来た直後にウザルによって義体が改造されており、フレームや関節の構造材などといった生体保安部分が強化され、2001型改光学迷彩のブラックボックスのモジュールが追加されている。指先に「F端子」（エフ・ポート）と呼ばれる接続端子があり、指先をクラリオンの下腹部にある接続端子に差し入れることで、義体にデータを入力する。

クラリオン（Clarion）
声 - 沼倉愛美
#.01「Episode 1-1」で初登場。科学者ウザル・デリラによって製造されたアンドロイド。義体「クラリオンタイプ」の20体の内の一体で、型番は「CLARION 00 type-01」。住民登録名は「七転 クラリオン」。
容姿は頭部に猫型の耳を装着し、メイド服に身を包んだ美少女。福音には「クラりん」、拓美やウザルの部下からは「ウザル（サハル）のお人形」と呼ばれている。体重は未来から来た某猫型ロボットと同じで、外見に反して非常に重い。趣味はナイフと紅パンツ集め、そして福音の影響で始めたレトロゲーム。
元々はウザルの従者であり、福音との初対面時には「ウザルの愛玩用ペット」と名乗っていた。ブエル本体の暴走が鎮静化した後、福音に所有権が譲渡され、以後は彼女と共に行動している。単行本巻末の「なにかで配信 パンドラジオ」では、歯がシュレッダーになっている。
プライドが高く、掘削ロボットの攻撃で片腕を吹き飛ばされたことを悔しがったり、所有権がウザルから福音に譲渡された際には「ウザルに売却された」と思い、ショックを受けている。また、フィアーを操るクルツの「本当の恐怖を教えてやろう」という宣言に対しても、「恐怖なら知ってる」「お前（フィアー）は恐怖じゃない」と言い返している。耳に触られることを極度に嫌っており、ウザル以外には触らせたことがない。福音の過剰とも呼べるスキンシップにはうんざりしているものの、彼女の実力と思いはしっかりと評価している。物事に関しては基本的に合理的な判断を下すが、福音を自己判断で守ったり、福音の意思を尊重するために明らかに非合理的かつ無謀な行動に出たりすることも辞さない。このように、人間らしい一面が見受けられるが、そのほとんどはウザルがそのように調整したり命令をしたりしたものにすぎない。
本作の時代の技術水準をはるかに超越した優秀なAIを搭載しているため、福音を含めた周囲からは全身義体の人間と勘違いされている。戦闘用アンドロイドとしての性能も非常に高く、パンドーラ・デバイスによってさまざま状況に対応できるほか、デバイスの補助なしでも最新鋭アンドロイド相手に遅れを取らない。頭の猫耳は複合センサーになっており、実用化されていないはずの熱光学迷彩を装備した相手でも対応することができる。複雑な状況下でもノータイムで矛盾硬直を回避したり、制御が不安定なシノカオミを操って死者を一人も出さないように戦ったりといった芸当も行っている。ただし、普段は「人間を攻撃してはならない」などの理由で機能に制限がかかっており、攻撃などを受けて脅威レベルが一定以上と判断されないと全力を発揮できない。そのため、（機械化したサイボーグを含めた）人間が相手の場合や不意打ちを受けた場合などは、後手に回ることが多い。また、パンドーラ・デバイスの使用権限が所有者にあるため、自力で起動することができない。
体内に「パンドーラ・デバイス」など非合法の機密プログラムを多数保持しているほか、スカートの内部には二振りの金糸鋼性の黒い戦闘用ナイフ「夜龍」と「灰虎」が搭載されている。下腹部にある接続端子でデータへのアクセスが可能であるが、場所が場所だけに接続する側の福音が躊躇することもある。また、機密保持を最優先するために自己補修能力を保持しており、ゲルツェコマの作業リソースを介して自己診断と補修を定期的に行っている。
ブエルを強引に起動させようとするクルツを止めるべく、単身地下施設に乗り込むが、フィアーの猛攻の前に大破したため一時撤退。応急修理をした後、自分を追ってきた福音と合流し、そこで鉢合わせたロバートとの共闘でフィアーを撃破する。

### 主要人物の関係者
ウザル・デリラ（Uzal Delilah） / サハル・セヘラ（Sahar Schehera）
声 - 田中敦子
#.01「Episode 1-1」で初登場。福音が出会った女性科学者。外見年齢は25歳。普段はブエルの認証キーである伊達眼鏡をかけている。
表の顔はレアー財団の代表を務める実業家にして、教育や医療に貢献する慈善家ウザル・デリラ。一方、国際指名手配犯サハル・セヘラという裏の顔を持ち、謎の組織（世界征服を目論む秘密結社アクロス）を率いていたり、拠点である地下施設に大量の武器を保管していたりと謎が多い人物。
実は元ポセイドン所属の科学者・386号であり、ラブリュスの遺伝子から作られた人造人間。タクミとは当時からの付き合い。
基本的に面白いことが大好きで、一見するとふざけたような言動が多い。オリジナルであるラブリュスによれば、「命令違反、独断専行など当たり前だった」という。福音のことを気に入っているが、彼女の素直すぎる性格には苦言を呈したことがある。福音の両親について、何かを知っているようなそぶりを見せているが、詳細は不明。
ブエルの暴走が鎮静化した後、バニーらと共に地上へ脱出する福音にクラリオンの所有権を譲渡し、自身は崩壊寸前の地下研究室に残った。以後の消息は不明。

ブエル（中枢制御装置）
声 - 森田順平
#.06「Episode 1-6」で初登場。巨大兵器ブエル（後述）の中枢制御装置（セントラル・ナーバス・ユニット）で、ブエルの鍵となる暗号化知能（サイファー・インテリジェンス）を搭載している。5本の山羊の脚と獅子の頭を持つ少々不格好な姿で、ウザルの部下からは「かわいくないマスコット」と酷評されている。ブエル本体の暴走によるトラブルで福音たちに回収され、以後は彼女やクラリオンと共に暮らしている。アスタロトによると、ソロモン級と呼ばれる惑星改造を役割としたポセイドンの戦艦群の誇り高い旗艦（リーダー）とのこと。
一人称は「余」で、「魔界の哲学者」「魔王ブエル」を自称するなど非常に尊大な性格（ただし、その非常に優れた演算能力を指してポセイドンの上層部でも魔界の哲学者と称されている）。セクハラや変態発言を連発するため、クラリオンから日常的に虐待を受けている。その虐待の一環として、地中深く埋められたり、「ブエルの部屋」と称した金庫に閉じ込められたりした影響で、閉所・暗所恐怖症になってしまっている。また、女性のふとももの画像を撮影するのが趣味で、本体の保存システム（ストレージ）に大量にコレクションしている。
名前の由来はソロモン72柱の一つである悪魔・ブエル。本体についてはこちらを参照。

崑崙八仙 拓美（コロバセ タクミ）
声 - 三宅麻理恵
#.07「Episode 2-1」で初登場。福音の遠縁の親類で、崑崙八仙財団の社長。「適合者」である福音に興味を持ち、彼女を施設から引き取った。ウザル・デリラとは大親友の仲で、ウザルにとっては対等に接することができる唯一の人間である。
実は元ポセイドン所属の科学者・1093号であり、人間の遺伝子から作られた人造人間。ウザルとは当時からの付き合い。
ネネよりも小柄な体格で、和服を着た幼い少女のような外見だが、実年齢はウザルより一歳年下である。語尾に「だや」とつけて話す。本作の時代では数少ない電脳化した人間の一人である。「オバさま」と呼ばれることを嫌い、福音には自分のことを「タクミちゃん」と呼ばせている。
極度の対人恐怖症であるうえ、生身の肉体を動かすことを面倒臭がっていることから、普段は自宅のシェルターに引き籠り、身の回りの世話はすべてゲルコマにさせている。そのため、社長業を含めて電脳空間やゲルコマを介して活動しており、世間からはそのミステリアスな存在として認識され、「電子の塔の姫君（ラプンツェル）」とも呼ばれている。止むを得ず公の場に出席する場合は外出用の遠隔操作型義体をゲルコマに操作させ、それを介して行動する。
欲深くプライドの高い性格で、ウザルに対しては技術がらみで子どものように張り合っている。隙あらばクラリオンやブエルを分解して機密プログラムなどを盗もうと画策しては失敗している。一方で、保護者としては非常に面倒見がよく、福音を「自分のもの」と表現しながらも一人の「人間」として大切に思っており、学校に通わせるなどいろいろと便宜を図っている。学校に通わず仕事を探そうとする福音については「子供の自覚が足りない」と嘆息している。クラリオンに対しても、機械的に人を殺したり見捨てたりすることを禁じ、「それを破ったら福音のそばにいるたった一つの資格を失うことになる」と釘を刺している。
自身の影響力に無頓着な所があるようで、傘下企業に福音への便宜を図るよう要請しては、彼女の知らない所でひと騒動起きている。

P-2501 / ニコちゃん
クルツが引き起こしたブエル強奪事件の収束後、福音とクラリオンを観測し始めた存在。当初はポセイドンを観測していたが、クルツの作戦失敗が2人にあると考え興味を示す。
作中では『2501』と刻印された手枷・足枷が付けられた仮想体の姿で登場し、「ポイント」と称して様々な情報を収集している。当初は遠くから観察していたものの、ある日突然2人の前に姿を表し、自身の存在を認識させた。自身の目的については、「情報…ヲ観測し記録するのガ、ワタシの存在証明だカラね…ゼ」と語っているが、福音やクラリオンに情報を渡してその行動と結果を観測するなど、単なる観測者から逸脱した行動をとっている。
その正体は、士郎正宗の別作品『攻殻機動隊』に登場するハッカー「人形使い」の過去の姿。
正式名称は自動電子情報戦ユニット自律制御（タイプ2）型兵器群501機関開発、P(プロジェクト)2501は識別名称。企業探査・情報収集・工作によって特定の企業や個人のポイントを増加させるべく、日本国外務省に作られた人工知能プログラムである。現在の標的は秘密結社ポセイドンで、監視監督プログラムのデール姉妹の指示で動いている。

本作の時点ではまだ自我に目覚めておらず、自分のことを生命体とは考えていないようで、本人は「日○の外○○○課で作ラレた情○○○○○用のプ○○○○なンだゼ」と発言している。非常にテンションが高く、福音達にも気さくに接するが、口調は安定せず、一人称や二人称も「わタシ」、「オレ」、「ボク」、「オまエら」、「キミタチ」などとはっきりしない。これは、P-2501がそもそも「人格」や「個性」を持ち合わせておらず、福音たちと接触するにあたって人間と円滑に会話するため、ネット上でリアルタイムに検索しながら人格を組み立てたためである。また、何らかの情報統制が働いているのか、機密情報を喋ろうとすると台詞にノイズがかかり、聞き取ることができなくなっている。福音は彼が名乗った名前をノイズで聞き取れなかったため、彼を「ニコちゃん」と呼んでいるが、本人はこの呼び名を「心的構造の上部構造の“自己”を確立するための“ナマエ”を手に入レタ」と非常に気に入っている。

バニー
声 - 村川梨衣
#.01「Episode 1-1」で初登場。ウザルの率いる組織のメンバーで、そのメンバーのリーダー格である女性。元はウザルが経営する会社「アクロス」の社員だった。ウザルの趣味でバニーガールのコスプレをさせられていたため、福音には「バニーさん」と呼ばれている。すぐばれるような尾行を行うなど基本的にへっぽこだが、ウザルの部下たちの中では最も優秀なエンジニアで、ゴミから部品を集めて即席のハッキングツールを作ってしまうほどである。
ウザルから受けた様々なイタズラに嫌気が差し、他の仲間達と共にアクロスを辞めようと考えていたところ、クルツの手引きによって他の仲間達と共にウザルを裏切り、ブエルを強奪しようとするが、ウザルの策略によって偽物の認証キーを掴まされる。その結果、ブエル本体の暴走によって地下施設に閉じ込められてしまい、ウザルに助けを求めることになる。
地下施設から脱出した後は、他の仲間達と共にテロリストとしてセナンクル防衛軍（CDF）に拘束されるが、シシュフォス刑務所への護送中にクルツに拉致され、口封じのため殺されそうになる。しかし、福音たちから入手したブエルの認証キーと引き換えに命を保証してもらい、以後は仲間達を助けるためにクルツの部下として行動する。その後、クルツに用済みと判断されて廃棄物処分場に送られたが、偶然そこに落とされた福音との共闘によって脱出に成功。仲間達を救出した後は、助けてもらった借りを返す形で福音たちに加勢し、フィアーの破壊に貢献した。
その後、仲間達と共にポセイドンに拉致されることとなるが、「全ての犯罪記録を抹消する代わりに、ポセイドンがサハルの計画を阻止するのに協力してほしい」というラブリュスの口車に乗せられ、ウザルを見返すためポセイドン側につく。（アニメ版では廃棄処分場脱出後、仲間を助けてタクミの家に引き取られる）

ウザルの部下
#.01「Episode 1-1」で初登場。ウザルの率いる組織のメンバー。元はウザルが経営する会社「アクロス」の社員だった。全員女性で、ウザルの趣味によってそれぞれチャイナ（声 - 沖佳苗）、体操服（声 - 山崎はるか）、レオタード（声 - 三咲麻里）、メイド服（声 - 小澤亜李）、制服（声 - 大森日雅）、巫女（声 - 不明）のコスプレをさせられている。
ウザルには「小物」、「無能」、「致命的に不器用」などと言われ、かなりおちょくられている。
地下施設から脱出した後、クルツに捕らわれて人質となるが、福音とともに廃棄物処分場から脱出したバニーに全員救出される。バニーとともに福音たちに加勢し、フィアーの破壊に貢献した後は、バニーと行動を共にする形でポセイドン側につくことになる。

デール姉妹
P2501に指示を出している監視監督プログラム。三人姉妹であり、個体名はヒガン、イタン、ユガン。言動からヒガンが長女のように見受けられるが、正確な関係性は不明。

### セナンクル島の住人

#### ティターンTV
ブリなんとかさん
声 - 松田颯水
#.01「Episode 1-1」で初登場。各話の冒頭に登場する、ティターンTVの新人リポーター兼　自称アイドル。報道畑からバラエティを経て女優への2段変身をねらっている。仕事の時はよくツインドリルのカメラマン（声 - 大森日雅）と長髪のマイク担当（声 - 三咲麻里）と共に行動しており、彼女たちからは「先輩」と呼ばれている。ツィマッド社製のビデオカメラ（型式MSM-03）を愛用する。
福音と同時期にセナンクル島を訪れ、ブエルをめぐる様々な事件に関わっていくことになる。功名心が強く、スクープや名声を求めて吶喊（とっかん）するが、一言多い性格と空気を読まない行動、運の悪さなどから毎回事故や災害に巻き込まれるパターンがお約束になっており、生死の境をさまようほどの重体となることもあるが、いずれの場合も生還を果たしている。一方で非常に仲間想いであり、潜入先の地下施設で出会ったゲルツェコマと心を通わせ、岩盤の崩落に巻き込まれそうになったゲルコマを身体を張って助けたことで、彼らに「姐さん」と呼ばれるほど慕われるようになった。福音が「パンドーラ・デバイス」を使用する場面を偶然目撃し、スクープになると踏んで福音たちを追いかけている。
その類いまれな好奇心と、文字通り命がけのレポートのおかげで、事件の核心に福音や拓美、ポセイドン以上に近付いているとされる。当初はブリなんとかさんを「ただの通行人A」としか認識していなかったウザルにも、「予測不可能な可能性の揺らぎ」と絶賛され、「いずれ歴史に残るリポーターになるだろう」とまで言われている。

プロセルピナ・クラフトキエル（Proserpina）
声 - 津田美波
#.13「Episode 5」で初登場。ティターンTVの新人女性レポーター。素直な裏表のない性格で、仕事を真面目に一生懸命こなす様子は他のスタッフにも好印象を持たれている。テレビ番組『セナンクル・ワイド』のワンコーナー「プロセルピナのセナンクルリポート」を任されたり、「いけてる新人レポーター総選挙」でベスト新人レポーター賞を受賞したりと着実にキャリアを累積している。
ロケでブエルによる被災者のためのチャリティーイベントを取材していたところ、ロケを見学していた福音たちと出会い、親しくなる。とある事件でロバートに助けられてから、彼に好意を抱くようになり、自宅まで赴いて礼をしようとするなど、不器用かつ積極的にアプローチを仕掛けており、第12巻の時点では交際している。
弟のリベルと妹のフローラがいる（全員血の繋がりは無く、それぞれが養父イシャイヤに引き取られた戦災孤児）。

#### セナンクル警察
ロバート・アルトマン（Robert Altman）
声 - 稲田徹
#.14「Episode 6」で初登場。セナンクル防衛軍大尉→セナンクル警察警部。クラリオンの推定によると、年齢は35歳から45歳。身長188cm、体重103kg。紳士的な性格で正義感が強く、困っている人を見たら助けないと気が済まない。そのため、部下達からは絶大な信頼を寄せられており、後述のガサ入れでも「命令」ではない「お願い」にも関わらず、召集された部下全員が進んで協力を申し出た。一方で、クルツの暴走を阻止するべく議会に政治的な駆け引きを持ちかけるなど根回しにも長けており、ジェイナスからも信頼されている。「性分でね」が口癖で、「HA HA HA」という独特な笑い方をする。
町で休暇を過ごしていた時、通信障害のため足止めを食らっていた福音やクラリオンと出会う。福音とは初対面時に意気投合し、「世界平和」という彼女の夢について「期待に応えられるよう努力する」と発言する。島の政治議会を丸め込んだ米帝軍の横暴な振る舞いに頭を悩ませている。福音と同じ「世界平和」を目標とするクルツのことは快く思っておらず、「この島の平和はおかしなことになりそうだ」と嘆息している。
カラテ流ジュー・ジツという格闘術の使い手であり、ワザマエ・レインボー帯級の持ち主。生身であるにもかかわらずフィアー相手にも単独で善戦するほどに戦闘力が高く、サイバー義体者のオリンピック「サイバスロン」の、前回優勝者との演舞などにも招待されている。実は電脳化しており、電脳化技術について高い評価をしているが、種々の事情から普段はそれを隠している。
ブエルを止めるために姿を消したクラリオンに心配をかけまいと気丈に振る舞う福音に対しては、「平和とは誰かが誰かを助けることではなく、皆が助け合うことだ」と諭した。その後、ウザルの緊急用メッセージを受信したことで、セナンクル島に迫る危機を知り、米帝軍へのガサ入れを決意。同調した部下たちと共に地下施設に乗り込むと、福音たちとの共闘でフィアーを撃破し、クルツを追い詰めた。
名前の由来は映画監督のロバート・アルトマン。

#### オクタクタ義体総合病院
十々 八百喜（トト・ヤオキ）
声 - 鈴木琢磨
#.12「Episode 4」で初登場。オクタクタ義体総合病院に勤務する医師。本作の時代ではまだ珍しい義体専門の医師で、福音の義体のメンテナンスや、メンタル面等の健康管理を行っている。知らないうちに福音の義体が強化されていたり、ブラックボックスが仕込まれていたり、素性が不明なクラリオンが病院に来ていても、オーナー（拓美）に「気にするな」と言われれば気にしないなど、融通が利く。また、メガテク工業が集めた「世界最高の頭脳」の集まりにも出席している。

#### セナンクル島議会
ジェイナス・ノース（Janus North）
声 - 大友龍三郎
#.13「Episode 5」で初登場。セナンクル島議会の議長。献金につられて一企業を優遇したり、公費横領などの汚職で私腹を肥やすなど腹黒い性格で、その豪華な私生活や所有する豪邸は海外メディアを通じて批判されている。ただし、これらは政治的に複雑な立場にあるセナンクル島では色々根回しが必要であることも影響しており、複数の国と安全保障を結んだり、大国の弱みを握って有利な条件を引き出したりと、政治家としては有能で、基本的には島や市民のことを第一に考えている。ヌードルソテー（ヤキソバ）が好物。
一日店長として百貨店ハーミーズを訪れ、ブエルの荷電粒子砲が原因で発生した大火災に巻き込まれるが、偶然その場に居合わせた福音とクラリオンの活躍で命拾いした。
汚職の噂は後に事実であることが判明し、そのデータを元にロバートと取引することで、セナンクル警察の発足を承認した。善意の塊でありながら、自分に対して政治的な取引を持ちかけるロバートを頼もしく思っている。
セナンクル島には、彼をモチーフにしたYURU-キャラ「ノース君」が存在する。
容姿のモデルは六道の別作品『エクセル・サーガ』の登場人物である蒲腐博士。

ピーチ・ロード
声 - 中西裕美子
#.17「Episode 8」で初登場。ジェイナスの女性秘書。
容姿のモデルと名前の由来は六道の別作品『エクセル・サーガ』の登場人物である百道秘書（ピーチ・ロード→桃道→百道）。

#### ブルックリン家
キース・ブルックリン（Kith Brooklyn）
セナンクル島に住んでいる富豪。元々は生命工学系の科学者だったが、突如医療企業を設立し、現在はサイボーグ兵士の生命維持装置などの軍需産業系に進出し、さらに事業を拡大している。命を商売として扱っているとの評判から、「死の商人」などとの影口が絶えない。これらはすべて、生命維持装置「クレイドル」を完成させ、娘シリルと偽装空間（テラリウム）内で出会うことを目的として行っていたものである。
「クレイドル」の開発に行き詰まる中で、いつしか「シリルは既に天に召されているのではないか」という疑念を持つようになり、研究を存続する意義を見失いかけていたが、ブルックリン邸を訪れた福音とクラリオンの尽力もあって、6年越しの悲願だったシリルとの邂逅を果たすことができた。後に「クレイドル」を完成させ発表。医療・託体施設などの生物学的肉体保存の分野に多大な貢献をし、「クレイドルの父」と呼ばれるようになる。笑顔を作るのが苦手であり、その無愛想な顔つきで福音を戸惑わせるほどだったが、シリルから「パパのわらったかおが怖い」と指摘されたため猛特訓し、以後は自然な笑顔を見せられるようになった。
実はウザル（サハル）とは友人同士であり、ウザルから自身にポセイドンが接触してくることや、福音が全身義体であること、福音によって「クレイドル」が完成することを事前に予言されていた。シリルの一件で福音に多大な恩義を感じており、ウザルに福音の情報が全身義体の能力を狙う者たちに流出しないように依頼され、これを快諾した。

クラウディア・ブルックリン（Claudia Brooklyn）
キース・ブルックリンの妻。キースとは職場結婚であり、現在も夫の会社で偽装空間（テラリウム）における仮象感覚部門の開発員を務めている。普通の人間として現実世界で生活を送ることができない娘シリルのために、本作の時代ではまだ遅れがちな触覚や味覚、嗅覚などの研究を中心に優れたデータを開発中。
生きているかどうかも分からない娘のために研究を続けることに疲弊し、塞ぎ込むようになっていたが、福音とクラリオンの尽力でようやくシリルとの邂逅を果たし、感激の涙を流した。

シリル・ブルックリン（Cyril Brooklyn）
ブルックリン夫妻の一人娘。年齢は6歳。シリルという名前は本来、英語圏やフランス語圏の男性名だが、これは父キースが性別を間違えて名付けてしまったためである。
キースによれば「普通に産まれることを許されなかった」らしく、現在はブルックリン邸の地下にある生命維持装置「クレイドル」の内部に脳のみの状態で安置されている。「クレイドル」をもってしても、シリルは脳を完全な形で維持することが困難だったため、最初に福音たちがブルックリン邸を訪問した時点で脳の半分が特殊なマイクロマシン（試作型補助脳）に置き換えられていた。
脳波こそ確認できるものの、偽装空間におけるシリルのデータは「クレイドル」とは情報の位相が異なるため、P-2501いわく「本来人間ガ知覚できる範囲外の情報まで情報交換（デコンパイル）できる」福音がかすかに認識できる程度で、その他の人間には姿も見えず声も聞こえない状態にあった。そのため、「自分たちの身勝手で娘をこんなところへ閉じ込め続けることはできない」と考えたキースによって完全に生命活動を停止させられそうになったが、福音とクラリオンが連携して「クレイドル」のシステムを書き換え、シリルの全感覚の変換プロトコルを一から構築することで、ようやく両親との邂逅を果たすことができた。
元は士郎正宗のイラスト集『PIECES 2 PhantomCats』に登場するキャラクター。

#### その他
アンナ・マルーカ
声 - 寺内よりえ
#.10「Episode 3」で初登場。ヴァルカン港記念公園で福音が出会った老婦人。右手が義体となっているほか、人工臓器と車椅子を使用している。常に飴を持ち歩いている。セナンクル島のエリア・ヴェスタに住んでいる。
ブエルの起動が原因で発生した通信障害の影響で、体内の人工臓器が不具合を起こし、危険な状態に陥るが、パンドーラ・デバイスを使用した福音の手当てによって一命を取り留める。この一件は、福音がパンドーラ・デバイスを人助けのために使用することを肯定的に捉えるようになる契機となった。その後も病院等で福音たちと交流している。本名はアンナハルナ・デ・セブロといい、世界有数の銃器メーカー「セブロ社」創始者エルナンド・デ・セブロの後妻。家業を嫌って家出した実子・アルベルトがおり、今はガウス・マルーカを名乗ってビール工場を経営している模様。

エイミー・ギリアム（Amy Gilliam）
声 - 長縄まりあ
#.16「Episode 7」で初登場。セナンクル島の病院で福音が出会った少女。右脚を義体化している。性格は元気かつ活発で他の子供たちから「オヤブン」と呼ばれ、慕われている。ブエルによる市街地破壊の被災者であり、当初は祖母（声 - サエキトモ）と公園跡の被災者キャンプで暮らしていたが、その後は防衛軍の用意した仮設住宅で暮らしている。子猫のリーン（声 - 松田颯水）を飼っている。
名前の由来は映画プロデューサーのエイミー・ギリアム。

チキン・ブラザーズ（Chicken BROS.）
声 - 石川英郎（Mr.チキン）、竹内良太（Mr.フライド）、土屋トシヒデ、烏丸祐一、佐藤晴男、大隈健太、川津泰彦
#.12「Episode 4」に登場。通信障害によって機能停止したアンドロイドを狙って盗みを働いていたAI窃盗団。ニワトリのトサカに似たモヒカン頭のMr.チキン、両腕が義体化された巨漢Mr.フライドの兄弟が中心メンバーである。ジャミング機能を持つニワトリ型ロボット・コッコちゃんを操る。
福音をアンドロイドと勘違いして捕らえ、アジトまで追跡してきたクラリオンと戦闘になるが、パンドーラ・デバイス「人形師」の能力でコッコちゃんや今まで盗んできたアンドロイドが福音に操られたことで一気に形勢が不利になり、そのままアンドロイド達に拘束された。
なお、彼らが盗んだAIの一部は、ブエルの防壁を解除するための資材としてクルツら米帝軍に横流しされていた。
原作12巻で再登場。元々は裕福な家庭育ちだったが交通事故にあった弟の義手をめぐり、家族が崩壊したことが語られた。

コトブキ、ツカサ
声 - 蜂須賀智隆（コトブキ）、金光宣明（ツカサ）
#.14「Episode 6」に登場。通信障害によって機能停止したアンドロイドを狙って盗みを働いていた窃盗団二人組。それぞれ顔に「寿」「司」の文字が入っている。その場に居合わせたクラリオンとロバートの活躍で取り押さえられ、逮捕された。彼らが盗んだAIの一部も、ブエルの防壁を解除するための資材としてクルツら米帝軍に横流しされていた

割髪 伊豆子（ワガミ イズコ）
セナンクル島に来ていた日本人の女性。義体リレーの選手で、義体オリンピック「サイバスロン」にも出場している有名人。左腕と両脚を義体化している。義体化すればするほど記録が伸びるため、自身の肉体の価値に悩んでいたが、「生身も機械も関係なく、全部ひっくるめてイズコさんです」という福音の言葉で自信を取り戻す。

クルツコワ
ソ連に所属する工作員。祖国の命で適合者を拉致するために部隊を率いてセナンクル島にやってきたが、民間人であるプロセルピナに尾行されるなど、お世辞にも優秀であるとは言い難く、ケリュケイオンに「低級な工作員」と呆れられた。ちなみに、彼女の同僚たちも有能とはいえず、終始彼女の足を引っ張っていた。最終的には福音に接触することはできず、遭遇したケリュケイオンに部下を全滅させられ、自身もケリュケイオンとの戦闘に敗れた。

アントーニョ・デ・セブロ
世界有数の銃器メーカー「セブロ社」CEO。アンナ・マルーカ（アンナハルナ）の息子だが、創始者エルナンドの先妻の子で、アンナとの血縁は無い。フォボスによれば、評判は最悪とのこと。ジェイナスの邸宅で開かれたパーティに出席していたが、酒に酔って福音に暴言を吐き、キースに苦言を呈された。傭兵を雇いアスタロトを攻撃した。アンナや荒巻リオの乗った飛行機を撃墜するように裏で画策した犯人も実は彼である

荒巻理凰（リオ）
猿部長（課長ではない）こと荒巻大輔の孫娘。ＳＡＣの１話で存在だけはほのめかされている。
飛行機事故で全身義体となったが義体に適応できず余命いくばくもない

ジョン・ジョンジージャック・ジェイムスン
公式発表されている中では、世界初の全身義体者の成功例。そして世界で唯一、自ら適合者であることを公表している人物でもある。
阪華という大手サイバネティクス企業の社長で、外科と機械的両方の力技の措置でムリヤリ適合を成功させた。元はアウトドアが趣味の青年だったが、ロッククライミング中の事故で両手を失い、自分の手を作るために今の仕事を始めたという。試行錯誤の結果クライミングに適した義手を遂に手に入れるも、今度はスカイダイビング中に事故に遭って両足を換装、開き直ってスカイダイビング用の義手と義足を開発する。本人は人体の真理に近付いたと喜んでいたが、ある日免疫系の内臓疾患が発覚、余命半年の宣告を受ける。そこで全身を機械とする賭けに出て、現在の箱型全身義体を手に入れた。今はトップの孤独を癒すためのネコミミを欲しており、クラリオンを理想形とする新世代の可愛いロボットの開発を目指している。
崑崙八仙財団との技術提携を機に、精密機器分野を強化して社名を阪華精機に変更。方針もちょっとアレなサイバネティクス製品の製造として、後に紳士御用達の人気ロボットメーカーとなる。
攻殻機動隊の原作コミックに登場するキャラクターであり、本作から数十年後には2人の公安に追われてヘドロの海に水没することになる。またSACでも同型の義体を用いた適合者が「ジェイムスン型義体」と呼ばれているなど、攻殻機動隊との絡みが強いキャラクターでもある。

### 秘密結社ポセイドン
イアン・クルツ（Ian Kurtz）
声 - 諏訪部順一
#.09「Episode 2-2」で初登場。セナンクル島の特別軍事顧問。米帝軍の大佐だが、後述の経緯から半ば米帝本国を見限っている。ウザルの部下達の裏切りを手引きした張本人で、恐怖による「世界平和」の実現を目的にブエルの奪取を目論む。
時間に厳しく、無駄な時間を嫌う。ブエルを手中に収めるためには手段を選ばず、その過程で発生する通信障害や火災によって島の住民が危機に晒されても意に介さないなど、冷酷非情な性格。自身を「ポセイドンに必要とされている天才」「私ほど世界平和を願うものは存在しない」と豪語するほど自信過剰だが、「拓美なら間違いなく気付いた」とされるハッキングの痕跡に気付くことができず、これが後に彼の運命を大きく左右することになる。ウザルには「道化が似合う子」「君程度の天才が相手で助かった」などと言われ、ポセイドンの上層部にも「しょせんヤツは小物」「サハルの遺産（＝ブエル）がなんたるモノか真に理解できていない」などと酷評された。
帝国軍士官学校を首席で卒業し、第3次南北戦役での功績によって史上最年少で帝国銀星勲章（シルバースター）を授与され、帝国軍情報部情報本部へ配属されたが、その直後に本部局長の不正を告発したために命を狙われるようになる。これによって、衰退しつつあった米帝本国と軍を完全に見限り、ポセイドンと手を組む。以後は「強者のもたらす秩序だけが世界平和を可能にする」という考えを持つようになり、「圧倒的な武力で紛争をもコントロールし、恐怖という秩序による世界平和を実現する」という野望を持つようになった。
様々な工作の末にブエルを起動させたかに見えたが、今まで解除しようとしていた防壁はブエルが盗撮した女性のふともも画像が入った保存ファイルの一つにすぎず、肝心の中枢制御系はまったく掌握できていなかった。さらに、水面下で根回しを行っていたロバートの行動によって軍籍を剥奪され、セナンクル島で発生したテロ事件に関与した容疑で追われる身となってしまう。自分の計画が失敗したことを受け入れられず、逆上した彼は自らの汚点をこの世から消し去るべく、フィアーを使って地下施設もろとも部下やロバートたちを皆殺しにしようとするが、福音たちの起死回生の作戦によってフィアーは倒され、切り札として持ち出した強化外骨格は福音のハッキングにより何の見せ場もなく瞬殺され、自身もロバートの一本背負いで取り押さえられ逮捕された。
しかしその直後、地下施設から脱出する途中で暴走したフィアーに攻撃され、両目を潰されて視力を失ったばかりか、福音たちやロバートとはぐれてしまう。地下施設を彷徨う中で、死んだと思われていたウザル・デリラと遭遇し、いままでの全てがウザルの演出した「舞台」の筋書き通りであったことを明かされる。最期はウザルによってその場に放置された後、地下施設の崩落に巻き込まれて死亡した。
アニメ版では、ロバートたちによる逮捕・連行の最中、地下施設の崩壊のどさくさを利用して逃走を図るも、死んだと思われていたウザル・デリラの姿を遠くから遭遇した直後に崩落に巻き込まれて死亡した。

ラブリュス（Labrys）
ポセイドンの科学技術部門（ギルド）を統率する女性の大幹部。クルツの後任として、ブエル奪還の任務を担当する。高い技術を持ち、フィアーなどの戦闘用アンドロイドを開発した製作者。海上移動要塞ケートスを任されており、部下に三体のロボットを連れている。ウザルは自身の遺伝子から作られた個体だが、それ故に自分より優秀な上に組織を裏切ったウザルを憎悪している。顔にはウザルが原因で付けられた傷（正確には負傷させたのはクラリオンである）が残っているが、これはウザルへの恨みを忘れないよう敢えて残したものらしい。

フィアー（Fear）
声 - 石井康嗣
#.16「Episode 7」で初登場。クルツの護衛を担当する、コートを着た大男。その正体は、「ポセイドン」が所有する最新鋭の戦闘用アンドロイドである。製作者であるラブリュスによると、試作機だったため、他のアンドロイドよりも大型である。全身に様々なセンサーや熱光学迷彩を搭載しており、多脚戦車「シノカオミ」を素手で破壊するほどの強大な戦闘能力を持つ。機動性こそないものの、伸縮する腕を振り回して相手に強力な攻撃を与える。コートが破損すると熱光学迷彩が使用できなくなるが、同時にリミッターが解除されて攻撃力とスピードが増す。コード210で「完全独立状態」（スタンドアローンモード）に移行する。
クラリオンやロバートを相手に終始優位に戦いを展開するが、福音の作戦によって溶けたチョコレートクリームを全身に浴びる。これによって各種センサーが使用不能になり、ダイラタンシー現象によって硬化したチョコレートクリームに動きを封じられた隙を突かれ、クラリオンに胴体を一刀両断されて敗北する。
それでも完全には機能停止せず暴走し、崩落する地下施設から脱出しようとする福音たちの前に立ちはだかるが、全リミッターを解除したクラリオンのプラズマ・ネコパンチで塵一つ残らず消し飛ばされた。
アニメ版では、ブエル起動前での戦いで福音がフィアーの気をそらしている隙に、クラリオンのプラズマ・ネコパンチが炸裂して塵一つ残らず消し飛ばされた。
名前の由来は「恐怖」を意味する英語「フィアー（fear）」。

ケリュケイオン & アイギス
声 - 阪脩（ケリュケイオン）
ラブリュスが開発したフィアーの後継機。大柄なのがケリュケイオンで、小柄なのがアイギス。試作機のフィアーよりも小型化に成功しており、フィアーと同じ金紙鋼製の爪と光学迷彩を搭載している。
クルツの回想シーンによれば、彼をポセイドンに勧誘する役目を担っていたのはケリュケイオンである。
自分たちを作ったラブリュスを造物主として崇拝しており、命令にも従順。
ケリュケイオンはエリア・ヴァルカンの倉庫街で遭遇したソ連の工作員を一蹴した後、偶然その場に居合わせて一部始終を目撃していたプロセルピナをも始末しようとしたが、寸前でロバートに阻止される。ロバートとの戦闘では終始圧倒したが、一瞬の隙を突かれて顔の仮面を破壊される屈辱を味わい、不本意ながらもロバートを「脅威」と認識するようになる。
名前の由来はギリシア神話に登場するケーリュケイオンとアイギス。

フォボス
ラブリュスが連れているアンドロイド。その正体は、ウザルの研究所から行方不明になっていたクラリオンの同型機で、3体の予備義体の一つ。機体番号は「CLARION 00 type-02」。外見は体色が白である点を除きクラリオンと瓜二つである。
性格は勝気かつ好戦的。無表情で機械的な言動が多いクラリオンと比べると、優雅さを感じさせる立ち居振る舞いを見せ、お嬢様のような口調で話す。ウザルを「お母さま」、クラリオンを「お姉様」と呼ぶ。クラリオンがフィアーとの戦いで漏らした「恐怖」とは彼女のことで、非常に危険視されている。
ある程度単独での行動が許されており、クラリオンの目を盗んで福音にも何度か接触している。その際、福音に対して「あなたはわたしのもの」と意味深な言葉を残している。
かつて「02」関連で事件があったらしいが、クラリオンは口を閉ざしている。
名前の由来はギリシャ神話に登場する恐怖の神・フォボス。

アスタロト（中枢神経的ユニット）
ポセイドンの自動陸上戦艦「ソロモン級29番艦アスタロト」の中枢神経的ユニット（セントラル・ナーバス・ユニット）で、魔界の公爵を自称している。ウザルが表層基礎設定を作ったため、ブエルとは性格も趣味も非常に似通っていて仲が良く心の友と称している。ベルゼブブの事が好きらしい。

ベルゼブブ（中枢神経的ユニット）
ポセイドンの巨大自動空中戦艦「ソロモン級1番艦ベルゼブブ」の中枢神経的ユニット（セントラル・ナーバス・ユニット）。タクミが表層基礎設定を作ったため、ウザルの作品であるアスタロトとはソリが合わない。

## 用語
前述の通り、本作は『攻殻機動隊』シリーズと世界観が共通であるため、両者には共通する用語が多数登場する。

### 技術
全身義体（ぜんしんぎたい / ヘビーサイボーグ）
脳以外のすべてを人工のものに置換（義体化）したサイボーグのこと。義体とは「義手」や「義足」と同様に広義での人工の身体部位のことであり、それが脳殻以外の全身におよぶことから「全身義体」という。
本作品の世界では開発途上の技術であり、技術先進国ほど直接的な臨床例の確保が難しく、一般的に普及するには至っていない。七転福音は認可後の第一世代に相当する。過酷なリハビリテーションを経てようやく不器用な動作が可能になることがほとんどであり、義体に適合できない事例さえある状況である。また、全身義体の人間は希少であるうえ、関節などの継ぎ目が偽装されていないため、よくロボット（アンドロイド）と間違えられる。
本作の時代ではまだサイボーグ食が開発されていないため、全身を義体化した人間は通常の飲食ができず、専用のカートリッジで栄養分を摂取し、1週間に一度カートリッジを交換している。消化器官も存在せず、口から摂取する液体は純水なら体内に補給できるが、それ以外は胸部内の排水タンクに集めて捨てるだけである。当然、汗や涙のような分泌物は出ないため、眼球用の特殊な潤滑剤が涙の役割を果たしている。また、義体に内蔵された酸素ボンベを使用することで、火災現場や水中でも1時間ほど活動できるが、あくまでも「生体部分である脳殻にのみ必要な酸素が1時間分内蔵されている」にすぎず、人工呼吸などを行った場合は短時間に大量の酸素を消費してしまう。

適合者（てきごうしゃ / アデプタ）
未熟な技術を「体質」と「才能」で補完し、義体を生身以上に精密かつ自由自在に操る者を指す呼称。「アデプタ（adepter）」という読みは「達人（アデプト、adept）」と「接合器（アダプター、adapter）」を組み合わせた造語である。本作の時代においては、全世界でも数件しか報告されておらず、全員が10代以下の年齢であるほかは公表されていない。七転福音のように、人型ロボット用の動作補助アプリケーションを自在に活用する適合者もいる。

電脳化（でんのうか）
神経細胞とマイクロマシンを結合させることによって、神経細胞と外界を直結する技術。本作の時代では技術こそ確立しているものの、行政や人権団体の反対運動があり、まだ一般的には普及していない。

光学迷彩（こうがくめいさい）
ホログラムで背景を投影し、視覚的に対象を透明化する技術。福音の義体に搭載されている「2001型改光学迷彩」はこの技術を応用しており、福音がパンドーラデバイスを使用する際に起動し、変装のため服を着替えさせて変身したように見せかけている。これは元々崑崙八仙財団で開発した試作機をウザルが無断で盗用し、改造したものである。
熱光学迷彩（ねつこうがくめいさい）
光学迷彩の改良型。可視光線のみを欺瞞する通常の光学迷彩よりも対応する光周波数の範囲が広く、赤外線センサーさえも欺くことができる。本作の時代ではまだ開発途上の技術であり、一部の国で欠陥だらけの代物が試作されている段階である。フィアーに完成型が搭載されていることに気付いた拓美は大いに驚いていた。

パンドーラ・デバイス（Pandora Device）
クラリオンに内蔵されている追加型技能別義体制御アプリケーション。本来は人型ロボット用の動作補助アプリケーションとして開発されたもので、人型ロボットが所有者の命令で自身に起動するものである。近接戦闘から料理など、多種多様な技術をプログラム化しており、これをダウンロードすることで、一定時間の間だけ状況に合わせて様々な達人級の技能を発揮することができる。開発方法が1ダースほどの国際法に触れたため、お蔵入りになった経緯があり、外部への情報漏洩（ろうえい）対策として使用時間制限が存在するほか、使用中は光学迷彩の応用で姿が欺瞞され、他の人間には使用者の正体が判別できなくなる。
福音はクラリオンから義体にデータを入力し、スキルをダウンロードすることで使用する。この場合、クラリオンの下腹部にある接続端子に、福音の指先にある旧型の「F端子」（エフ・ポート）で直接接続しなければ、プログラムを起動することができない。このため、デバイスを使うときはクラリオンがスカートをたくしあげ、福音が下腹部に指先で触れる必要がある。前述の通り、本来は人型ロボットにしか扱えない代物であるため、この使い方はあくまでも例外である。
使用する能力は福音の希望（使用目的）をワードとして検索し、デバイス側が自動的に決定する模様。
モード・ソーサラー
パンドーラ・デバイス起動時に福音が変身する姿。光学迷彩の応用によって衣装が変化したように見せるほか、ジャミング機能によって使用者の顔や声が識別できなくなる。このため、制限時間を過ぎて変身が解除されない限り、福音やクラリオンが正体を他人に知られることはない。なお、使用する能力によっては、別の衣装を纏うこともあるが、ジャミング機能などの効果は同じである。
対物（アンチマテリアル）
近接戦闘（クロース・クォーター・コンバット）
#.01「Episode 1-1」で使用。
小火器上級（しょうかきじょうきゅう）
#.02「Episode 1-2」で使用。正規訓練を受けたプロの射撃技術をプログラム化している。
闇炎抱消（ダークフレイム）
#.02「Episode 1-2」で使用。ウザルの部下達との戦闘に備えて起動したが、結局戦闘にはならなかったため、使用されることなく時間切れとなった。
射撃管制系（しゃげきかんせいけい）
#.05「Episode 1-5」で使用。ブエル本体の防御機構にも組み込まれており、福音は同系統のスキルを逆用し、ブエルの反応を予測して攻撃を回避するという芸当を見せた。
ハッカー（ウィザード級）（ - クラス）
#.07「Episode 2-1」で使用。「軍のAIだって騙せる」と豪語する拓美の偽装空間（テラリウム）のデータを完全に破壊し、タクミの部屋（セレブラム）までのセキュリティをすべて突破するほどのハッキングスキルを発揮する。
「ジャグリング」
#.10「Episode 3」で使用。アンナに「シャンゼリゼの大道芸にもそういないぐらいすごい」と評されるほどの曲芸を披露できる。
メディカル・カテゴリー「救急救命士」（パラメディック）
#.10「Episode 3」で使用。患者の受診記録（カルテ）を閲覧したり、生体情報（バイタルサイン）を取得したりして、それに応じた様々な応急処置を施せる。
「人形師」（パペッティア）
#.12「Episode 4」で使用。AIが初期化された場合も含めて、アンドロイドを自由自在に操ることができる。
「料理の鉄人」（キッチンドラッジ）
#.13「Episode 5」で使用。
「縫製師」（クーテュリエ）
#.16「Episode 7」で使用。
「癒しの情景」（ヒーリングスペース）
#.17「Episode 8」で使用。
「流派 東方不敗」（マスター カラテ）
#.30「Episode 20」で使用。

天鳥船（アメノトリフネ）
崑崙八仙拓美が所有する大型コンピュータで、実はブエルの試作機。人間の脳のような形状をしており、二礼二拍手一礼と祓詞を唱えることで起動する。ブエルのハッキングに使用された。ブエルと同じくKOMドライブが搭載されているなど破格の性能を誇るが、使用には時間制限があり、一度終了すると接続者の安全保護のため再起動に48時間かかる。
名前の由来は、日本神話に登場する鳥之石楠船神の別名・天鳥船。

クレイドル（Cradle）
キース・ブルックリンが発明した生命維持装置。名前は英語で「ゆりかご」を意味する。元々は偽装空間（テラリウム）に長時間ダイブするときの肉体の保持（託体）を目的としたものであるが、現実世界で生活することができない娘のシリルとの邂逅を偽装空間内で果たすべく、キースと妻クラウディアが協力して研究を続けていた。なお、資金や技術の援助は大日本技研が行った。
ブルックリン邸を訪れた福音とクラリオンによってシステムが書き換えられたことでようやく完成し、大日本技研によって小型化および量産化に向けた研究が開始され、医療・託体施設などの生物学的肉体保存の分野に多大な貢献をすることになる。キースの友人であるウザルにも譲渡されているが、これについてウザルは「舞台をいい環境で鑑賞したいから」と意味深に語っている。

真希少金属（バリュアブル・メタル）
代替技術によって大半が普遍金属（コモン・メタル）となった旧54種の希少金属（レア・メタル）の中でも、新たに必要性が増したものを指す。非常に貴重かつ高価な物質で、福音の義体にも使用されている。

多肢制御（ヘカトンケイル）
#.10「Episode 3」にて、拓美が福音に試した実験の一つとして登場。「ヤマトンから引き抜いたスペックバカ」が構想した企画だったが、本作の時代では人間による制御が難しいことから没になった。
元は士郎正宗の別作品『アップルシード』に登場した技術。

### 兵器・機械
ブエル（B.U.E.R）
#.03「Episode 1-3」で初登場。ウザル・デリラが製造した巨大兵器で、正式名称は「Base of Unearth Extra RESOURCES」。表向きには、真希少金属の採掘を目的とした「自律型採掘機（ボーリングマシン）」とされているが、その正体は衛星軌道上からの都市攻撃を可能とする荷電粒子砲である。核をも凌ぐ威力を持ちながら、放射性物質を撒き散らすなどの恐れがないため条約違反にもならない、絶大無害な超兵器とされ、本作の時代における「核兵器とBC兵器に懲りた人類が、条約で互いの手足を縛って殴り合う戦争」において絶大な威力を発揮するため、米帝やポセイドンなど多くの勢力から狙われている。
実はポセイドンの誇る巨大自動戦艦、ソロモン級10番艦そのものであり、ポセイドンの上層部には「新たなる世界への鍵」「我々の希望」と認識されている。よってポセイドンは狙っているというより、ウザルから取り返そうとしている形になる。ブエルにはテラフォーミング時に地殻変動を計算する高度な物理シミュレーション機能も備わっており、荷電粒子砲と併せてアポルシード計画には欠かせない兵器なのである。
だが真のブエルはそれだけに留まらず、魔界の哲学者を名乗るに相応しい、因果律の深淵に迫る超超超計算能力を有する。それは「風が吹けば桶屋が儲かる」ドライブ、通称KOMドライブによるもので（中枢制御装置はバタフライエフェクト級ドライブの方がカッコいいと主張している）、真の正式名称は因果律予言詠唱機「BU.E.R」（BUtterfly Effect Renderer）。
本体は目玉が一つ付いた黒い球体のような姿をしている。全開出力で荷電粒子砲を発射すると、冷却のため一時停止しなければならず、その間の約180秒は一定距離内に近づく者に対して無差別に防衛機構が作動する。
起動するにはウザルの姿を模したメイン・コンソールの顔に、認証キーである眼鏡を装着する必要がある。盗難防止対策として、「危険（ヤバイ）級や魔術師（ウィザード）級でも突破は絶対に不可能」とされるほど強固な防壁を持ち、正規の手順以外で起動したり、物理的損害やハッキングを受けたりすると暴走するようにプログラムされている。ウザルの部下の造反が原因で暴走し、セナンクル島を崩壊寸前に追い込んだが、福音やクラリオンの活躍によって鎮静化。現在は中枢制御装置を福音たちが持っているため、本体は自己防衛モードとなった状態で休止している。だが、その後もクルツによって強引なサルベージおよび起動が試みられ、通信障害や荷電粒子砲による爆発・火災などをたびたび引き起こしている。
中枢制御装置についてはこちらを参照。

ゲルツェコマ（Gertsecomma）
#.05「Episode 1-5」で初登場。崑崙八仙拓美とウザル・デリラが共同開発した自立型歩脚汎用ロボットで、型式名は「GER0000021」。通称・ゲルコマ。拓美が構想し、ウザルが基礎設計とデザインを担当した。AIを搭載した歩脚軽戦車の一種で、ローラーのついた卵のような形状をしている。
現在も開発途上の実験機であるため、ハイペースに細かいバージョンアップが施されている。大量生産を前提とした機体で、機構のユニット化により簡便なオプション変更ができ、あらゆる事態に対応して性能を調整できる。音声機能が搭載されていないため、タチコマのように言葉を発することはできないが、モニターに文字を表示することで交信することができる。
個体の概念や感情が薄く無個性だが、自分達を身を挺して守ったブリ――――に感動し、慕う様子も見せており、徐々に感情が芽生え始めているとみられる場面もある。製作者である拓美は、「ゆらぎ」が起きるようにある程度個性が発生するように設定していたのだが、情報の並列化がなされているにもかかわらず、自身の想定を超えて個性を会得した機体が増え続けていることに驚いている。
ウザルはマイナーチェンジ前の機体を所有していたが、ブエル本体との戦闘でその多くが破壊された。

シノカオミ
声 - 川村万梨阿
#.20「Episode 11」で初登場。崑崙八仙拓美が開発した大型多脚戦車。性能が不安定で製品化を諦めた実験機だが、暴走するブエルを鎮静化するため米帝軍に単独で殴り込みをかけるクラリオンに譲渡された。ガトリングやミサイルポッド・レーザー減衰用の対光学兵器用煙幕のほか、主砲「ヤツカハギ」を搭載している。
クラリオンと共に地下施設へ乗り込み、米帝軍を圧倒したが、熱光学迷彩を纏って現れたフィアーの攻撃で大破した。
名前の由来は、『豊後国風土記』に登場する土蜘蛛・小竹鹿臣（しのかおみ）。
漫画版はレールガン（物理兵器）で主砲は一発しか撃てず、アニメ版はビームで連射可能（攻殻世界には表向きビーム兵器は存在しないのでアニメ版設定は間違い）

夜龍（ヨリュウ）と灰虎（ハイコ）
クラリオンのスカートの内部に搭載されている、二振りの金糸鋼性の黒い戦闘用ナイフ。「C-BLADE COLT II」「MADE in PIA（POSEIDON INDUSTRIAL ARMS）」の文字とクラリオンのマーク、さらに夜龍には「Series NCST-2022-004」、灰虎には「Series NC2-2022-028」の文字がそれぞれ刻印されている。秘密結社ポセイドン刀剣ギルド長「Ｓ・マサムネ」作のワザモノ。 普段はリミッターがかけられており、脅威レベルが一定以上に達したと判断されると封印が解除される。デザインは士郎正宗が担当した。

強化外骨格 PLM-7
「秘密結社ポセイドン」が製造したLM（ランドメイト＝強化外骨格）。全高8.02m、本体重量6.00t、全備重量6.62t、乗員人数1名。ロボットに見えるがマスタースレイブ方式で動かすパワードスーツである。数世代先を行く技術で作られた試作試験機で、小型化を目指すデータ集めのために製造された。性能は高いが、試作機であるためセキュリティ面が不完全であるという弱点がある。

アニメ版はロボットなのでランドメイドではない。

漫画版ではフィアーを倒されたクルツが最後の切り札として投入し、クルツが自ら操縦して福音たちに襲いかかるが、福音の驚異的なハッキングスキルによって操縦不能に陥り、あえなく敗北する。

半潜水艦 ASU-31574
秘密結社ポセイドンが所有する半潜水艦。商業ギルドが自販機ロボットを積んで運航している。大日本技研製。 船体識別番号の「31574」は「在庫なし」の意味である。

ケートス
秘密結社ポセイドンが所有する海上移動要塞。科学技術ギルドの前線基地でありセナンクル島の近海に停泊している。普段は光学迷彩を展開しており姿は見えない。
ラブリュスが開発した量産型ブエルが6機搭載されているが、荷電粒子砲が作れず光学レーザー砲で代用していたり、KOMドライブがそもそも無かったりと、ウザルが作ったオリジナルには遠く及ばない。

外出外交高機動型遠隔操作型義体 MSN-02
全長：182cm、体重：88.8kg、B：99.9cm、W：55.5cm、H：88.8cm
崑崙八仙拓美が公の場に姿を見せるときに使用する外出用の遠隔操作型義体（リモートボディ）。本人とは似ても似つかない成人女性のような姿で、一目でロボットだとバレないように関節部分はショールやタイツで覆われている。ゲルツェコマが操作するボディーガード用の義体と共に行動する。胸部や腹部は開閉することができ、口から丸呑みした食料を仕分けしてタッパーに入れて持ち帰ることができる。
デザインは、士郎正宗が用意した企画初期における拓美のイメージラフが元になっている。

遠隔操作型義体 MSN-06Z-1 & MSN-06Z-3
（MSN-06Z-1） 全長：187cm、体重：180kg、B：170cm、W：130cm、H：150cm
（MSN-06Z-3） 全長：200cm、体重：180kg、B：170cm、W：130cm、H：150cm
崑崙八仙拓美が公の場に姿を見せるとき、MSN-02を警護するボディーガードとして使用する2体の遠隔操作型義体（リモートボディ）。MSN-02が食料を丸呑みする瞬間を身体で隠すなどの役目も担う。ゲルツェコマによって操作されているが、ゲルツェコマ単体では人間の複雑な動きを再現できないため、頭、右手、右脚、左手、左脚の各パーツを一体ずつ受け持ち連携して操作される。
デザインは、士郎正宗が用意した企画初期のイメージラフに描かれていた「拓美の用心棒」が元になっている。

アスタロト
ポセイドンの誇る自動陸上戦艦、ソロモン級29番艦。外見は黄金に輝く巨大ピラミッド。サハラ砂漠を拠点とし、砂から地雷処理用マイクロマシンを製造して世界中に散布している。スタンドアローンで補給と改修を行い、無限に稼働し続ける自律戦艦。
ベルゼブブ
ポセイドンの誇る巨大自動空中戦艦、ソロモン級1番艦。自己防衛用のソリッドレーザー8門を搭載した、放射能除去MMを搭載した自律戦艦。自己改造と自己進化を行いながら、2102年まで稼働するとのこと。 アップルシードデータブックに名前だけ登場していた。

### 地理
セナンクル島（Cenancle Island）
最新の技術が注ぎ込まれた最高級の人造リゾート島。最新設計の技術都市と最高級のリゾート地が一つになった島で、有名企業やセレブたちの垂涎の的になっている。有名企業が数多く居を構えるシリコン・アイランドである。
本作の世紀に入ってから海底火山の活動により急激に発達した火山島であり、大きくメインクレーターと5つのサブクレーターに分かれた独特な地形を持つ。速成の火山島であるため自然の河川はほとんど育っておらず、全人口が使用する真水の70%は大日本技研ファームランドの淡水化プラントで生成した真水によって賄われている。島の地下には縦穴のような空洞が多く、それらを利用した地下施設が多くある。また、地下の最下層は開発者から非公式に「嘆きの川（コキュートス）」と呼ばれていた。また、現在の植物・生物相はほぼすべて人為的に持ち込まれたもので、雨量の少なさから自然な生態系の循環がまだ定着しておらず、前述の淡水化プラントで生成した真水がなければ維持できない。また、大陸棚から離れているため海産物の密度が非常に低い。
複数の国家と安全保障条約を結んだ独立自治国であり、独自の法・議会・行政府・警察機構・軍隊が存在する。ただし、その独立は大国の利権との結び付きによるところが大きい。ブエルの暴走でたびたび混乱が発生しており、通信障害や火災・それに乗じたアンドロイド盗難事件などが頻発し、治安は悪化している。
島には「セナンクル市」・「ヴァルカン市」と呼ばれる都市があるほか、町や施設がある地域には地名とは別に「用途別」の呼称として「エリア名」も付けられている。これらの名称は神話の神々に由来する。一般人の入植が始まってから5年しか経っておらず、人口は約4.2万人しかいない。
実はこの島はポセイドンがブエルを使い地殻変動をコントロールして作り上げた、アポルシード計画における惑星改造の実験地である。
行政区 / エリア・アポロ（Area Apollo）
中央エリアに位置する。
工業・港湾区 / エリア・ヴァルカン（Area Vulcan）
ヴァルカン港や時計塔広場がある記念公園のほか、臨海遊歩道も整備されている。記念公園はブエルの都市破壊による被災者の避難施設として使用され、炊き出しなども行われていたが、ブエルのサルベージを目論む米帝軍の圧力で立ち入り禁止区域に指定され、そこで暮らしていたエイミーたち被災者も追い出されてしまっている。
商業区 / エリア・マーキュリー（Area Mercury）
セナンクル市の北部に位置するショッピングエリアで、5つのサブクレーターのうち最大の環状都市区画である。同エリアには島の最高峰となる標高487 mの山があり、島民投票によってウザル山（マウント・ウザル）と名付けられている。また、ウザル山の北東海側には島で最大の人工の砂浜・コロバセ海岸がある。
スラム・歓楽区 / エリア・カロン（Area Charon）
福音たちを尾行するバニーの動向を監視するため、拓美が福音たちへ行くよう命じた歓楽街エリア。昼間は訳ありな人間しかいない寂しい場所である。
居住区 / エリア・ヴェスタ（Area Vesta）
アンナが住んでいる地区。

米帝 / アメリカ帝国
アメリカ合衆国が分裂した際に生まれた国の一つで、軍事産業を主な産業とする典型的な覇権主義国家。かつてのCIAやNROなどは、こちらに属している。安全保障条約を結んでいるためセナンクル島にも駐留軍が存在しているが、兵士の態度が悪く評判は最悪。

教国 / ムンマ教国
中東の過激な宗教国。

日本
七転福音の故郷。過去の大戦で関東地方を中心に核攻撃を受けており、東京都が壊滅したため、首都は福岡に移転している。その後、大日本技研（＝秘密結社ポセイドン）が放射能除去用マイクロマシンを開発し、驚異的な復興を遂げた。

### 組織
セナンクル警察（Cenanle Police Department、略称：CPD）
セナンクル防衛軍（Cenancle Defence Force、略称：CDF）の警察機構が独立する形で発足した、セナンクル島の警察機関。元々セナンクル島には警察が存在せず、防衛軍の一部が警察の役割を果たしていたが、その防衛軍自体が数カ国相手の安全保障条約がなければ役に立たない程度の戦力しかもっておらず、たびたび米帝軍事顧問団の内政干渉を受けている有様だった。当然、ブエル騒動後の島の治安悪化にも対応できていなかったため、議会は以前から計画されていた治安維持組織の設立を検討していた。この計画はクルツによる議会への圧力によって実現せずにいたが、防衛軍の大尉だったロバートがジェイナス議長の汚職データを元に議会の承認を取り付けることに成功。軍を辞したロバートが部下たちと共に移籍した。

セナンクル自治議会（CSGO）
セナンクル島の議会。議長はジェイナス・ノース。

シシュフォス刑務所
テロリストとして拘束されたウザルの部下たちが護送される予定だった刑務所。

### 企業・施設
崑崙八仙財団（コロバセざいだん）
崑崙八仙拓美が社長を務める企業。電脳マーケティングを牛耳る大企業で、メガテク工業株式会社（MegaTech Industrial Company）、オリエント工業（ORIENT INDUSTRY）、セラノ・ゲノミクス、セブロ（SEBURO）、阪華精機、剣菱重工、大日本技研セナンクル支社、マインクラフトなどのパテントをしている。
Boutique崑崙八仙（ブティックコロバセ）
本編の数年後にオープンする予定のブティックで、崑崙八仙財団のブランドの一つ。ゲルツェコマたちが経営する店で、以後100年以上続く老舗となる。元は士郎正宗の別作品『アップルシード』に登場する店。

オクタクタ義体総合病院
拓美がオーナーを務めるセナンクル島の病院。義体専門の医師・十々八百喜が所属しており、福音はこの病院で義体のメンテナンスなどを行っている。

ハーミーズ
エリア・マーキュリーにある巨大百貨店。ブエルの荷電粒子砲が原因で大火災が発生し、全焼してしまった。後日、別の建物で営業を再開している。
なお、CMソングの歌詞は寿屋のパロディである。

秘密結社ポセイドン
ブエルを狙う謎の組織。「人類すべての救済」を理念に掲げ、「人類宇宙繁種計画（通称・アポルシード計画）」を推し進める。ブエルを旗艦とするソロモンシリーズ72体の戦艦は、全てアポルシード計画のために作られたもの。「アジアの島国の一企業『大日本技研』を核とした多国籍企業複合体」であり、国境や人種を超えてあらゆる場所に無数に存在するため、「観察者」であるP-2501でさえその全貌を正確に把握することは困難とされる。過去数年で急激に勢力を拡大し、経済・科学・文化などあらゆる分野に力をおよぼし、各国が早急な対応を模索している。
上層部のメンバーは全員、三角頭（レッドピラミッド）と呼ばれる帽子で頭部全体を覆っており、素顔は不明。また、「商売繁盛部門」や「科学技術部門」といった「部門（ギルド）」の存在が確認されている。
のちに『攻殻機動隊2 MANMACHINE INTERFACE』に登場した「ポセイドン・インダストリアル」になることが15巻で明かされた。フィアーやアイギス、ケリュケイオンには大日本技研（ポセイドン・インダストリアルの前身）製の部品が使用されている。
大日本技研

大日本技研ファームランド
セナンクル支社が運営する牧場。セナンクル島の食糧のみならず、各種用途に使用する真水の大半をこの施設で賄っており、島に必要不可欠な存在である。さらに、人工的な自然環境の「調整」に関する技術研究も行なわれている。見学ツアーでは、ロボットの「ロビー君」が案内する。
牧場といっても、巨大なビルの中にある多数のプラントから構成されており、微生物などが侵入することを防ぐため、施設へ入る際には義体や身体の洗浄をする必要がある。P-2501（ニコちゃん）によれば、島軍や議事堂よりもセキュリティが厳しいらしい。
全体の37%を占める淡水化プラントでは、島の全人口を支える真水の70%を生成し、島民の生活だけでなく島の生態系の維持にも貢献している。また、大規模農園は「作物プラント」と呼ばれる多数のビルから構成され、作物が立体的に無駄なく作成されている。これらのプラントによって、セナンクル島の食糧自給率は50%に達しており、将来的には400%を目指すとしている。魚介類の養殖プラントでは、臓器クローン治療を応用し、災害や大戦によって絶滅してしまった海洋生物の99%の復元に成功している。プラント内の水槽はマイクロマシンと培養液によって満たされ、魚介類の体組織の一部や卵などを培養している。加工食品用の家畜も飼育されているが、天然遺伝子のものは一切おらず、すべて何種類かの生物のハイブリッドである。これらの施設を見学したクラリオンには「『牧場』というより『工場』のようだ」、「クラリオンが知識で知っている『自然』とは大きく異なっている」、「科学の力で創造（つく）られた機能的で効率的な『生き物』たちだ」と評されている。

## 書誌情報
- 士郎正宗（原案） / 六道神士（漫画） 『紅殻のパンドラ』 KADOKAWA〈カドカワコミックス・エース〉、全26巻
  1. 2013年3月7日発売[7]、ISBN 978-4-04-120645-4
  2. 2013年8月8日発売[8]、ISBN 978-4-04-120849-6
  3. 2014年1月10日発売[9]、ISBN 978-4-04-120988-2
    - 第3巻刊行に合わせてプロモーションムービーが製作され、ウェブにて公開された。ナレーションは米澤円が務める[新聞 2]。

  4. 2014年6月26日発売[10]、ISBN 978-4-04-101682-4
  5. 2014年12月26日発売[11]、ISBN 978-4-04-101683-1
  6. 2015年6月26日発売[12]、ISBN 978-4-04-103081-3
  7. 2015年12月26日発売[13]、ISBN 978-4-04-103781-2
  8. 2016年3月26日発売[14]、ISBN 978-4-04-103986-1
  9. 2016年10月26日発売[15]、ISBN 978-4-04-104868-9
  10. 2017年3月25日発売[16]、ISBN 978-4-04-105442-0
  11. 2017年9月8日発売[17]、ISBN 978-4-04-106079-7
  12. 2018年3月10日発売[18]、ISBN 978-4-04-106537-2
  13. 2018年7月10日発売[19]、ISBN 978-4-04-107143-4
  14. 2018年11月10日発売[20]、ISBN 978-4-04-107600-2
  15. 2019年4月10日発売[21]、ISBN 978-4-04-108106-8
  16. 2019年9月10日発売[22]、ISBN 978-4-04-108675-9
  17. 2020年2月10日発売[23]、ISBN 978-4-04-109031-2
  18. 2020年7月10日発売[24]、ISBN 978-4-04-109725-0
  19. 2020年11月10日発売[25]、ISBN 978-4-04-110807-9
  20. 2021年3月10日発売[26]、ISBN 978-4-04-111184-0
  21. 2021年8月10日発売[27]、ISBN 978-4-04-111561-9
  22. 2022年1月8日発売[28]、ISBN 978-4-04-111562-6
  23. 2022年7月8日発売[29]、ISBN 978-4-04-112845-9
  24. 2023年2月10日発売[30]、ISBN 978-4-04-112846-6
  25. 2023年9月8日発売[31]、ISBN 978-4-04-114163-2
  26. 2024年11月9日発売[32]、ISBN 978-4-04-115202-7

## アニメ
| 原作                   | 士郎正宗、六道神士                                               |
| 監督                   | 名和宗則                                                         |
| シリーズ構成           | 髙橋龍也                                                         |
| キャラクターデザイン   | 谷拓也                                                           |
| エフェクトディレクター | 小澤和則                                                         |
| メカニカルデザイン     | 神宮司訓之                                                       |
| プロップデザイン       | 神宮司訓之 コレサワシゲユキ、灯夢                                |
| 美術監督               | 松本浩樹、市倉敬（第1 - 4話）                                    |
| 美術設定               | 松本浩樹                                                         |
| 色彩設計               | 店橋真弓                                                         |
| 撮影監督               | 浅黄康裕                                                         |
| 3Dディレクター         | 高橋将人                                                         |
| 編集                   | 武宮むつみ                                                       |
| 音響監督               | 鶴岡陽太                                                         |
| 音楽                   | TECHNOBOYS PULCRAFT GREEN-FUND                                   |
| 音楽制作               | ランティス、I WILL（第3話 - ）                                   |
| 音楽プロデューサー     | 斎藤滋、保坂拓也 石原尚亮（第1話、第2話） 佐藤純之介（第3話 - ） |
| プロデューサー         | 伊藤敦（企画P）                                                  |
| プロデューサー         | 富岡哲也（アニメーションP）                                      |
| アニメーション制作     | Studio五組、AXsiZ                                                |
| 製作                   | 紅殻のパンドラ製作委員会                                         |

2015年10月24日にアニメ化が発表され、同年12月5日から18日にかけて第1話・第2話が角川シネマ新宿・伏見ミリオン座・梅田ブルク7の全国3か所にて2週間限定で劇場イベント上映され、劇場では作品解説・インタビュー・初期設定を収録した特製カタログが販売された。
2016年1月から同年3月まで、TOKYO MXほかにてテレビアニメ全12話が放送された。原作の進行具合とアニメの制作時期の関係上、原作でまだ作画されていなかった終盤の部分は六道との打ち合わせをもとに制作されたアニメオリジナルの展開でまとめられており、大筋こそ原作に沿ってはいるものの、キャラクターによっては出番が大幅に削られている。

### 製作
監督の名和宗則は、『ハロー!!きんいろモザイク』の副監督を担当していた当時、Studio五組社長の柴田知典から声をかけてもらったことがきっかけで本作へ参加した。当初は士郎と六道らビッグネーム2人の原作と自分の作風の違いに戸惑ったが、原作から感じた「ガール・ミーツ・ガール」の物語に特化すれば自分の経験を活かせると思ったうえ、KADOKAWAプロデューサーの伊藤敦と意見が合致したこともあり、正式に監督として就任したという。
映像化に際し、名和はアニメならではの可能性として『魔法のプリンセス ミンキーモモ』のような展開を考えていたが、最終的には原作の流れを汲むこととなったために3DCGを用いるメカニックやアクションの描写が外せず、そのノウハウが薄かったために3D班や撮影会社に協力を仰いで試行錯誤しながら現場を作っていった。尺の都合上、膨大な情報が盛り込まれている原作の削り加減には苦労しており、キャラクターが会話している後方で町並みを流すなど、なるべく背景を見せる工夫を凝らしたという。
オープニングアニメーションは、名和に依頼されて絵コンテ・演出に参加した高橋亨の意向で、名和の指定したキャラクター以外のキャラクターや1クールしかない本作のある程度先のネタも出し惜しみせずに入れられた、てんこ盛りの内容になっている。
上記のイベント上映時の2015年12月5日には角川シネマ新宿で舞台挨拶が行われたが、その壇上で名和はバニー役の村川梨衣とブリーーーー役の松田颯水のテンションの高さに作画を合わせていった旨の裏話も披露している。
シリーズ構成の髙橋龍也は、士郎のファンにはニヤリとしてもらえる要素を散りばめつつ、予備知識のない人にもガール・ミーツ・ガールの物語として楽しんでもらえるように意識したという。

### キャスティング
高橋龍也によれば、ブエル役の森田順平は名和の熱い要望で参加してもらったという。また、シノカオミ役の川村万梨阿はヤツカハギを発射する際のナレーションから、劇場アニメ『花の詩女 ゴティックメード』や『ファイブスター物語』にちなむ出演であることが、六道のツイートやKADOKAWA NewType編集部の土方耕平のツイートで示唆されている。

### 評価
名和によれば、テレビ放送開始直後のTwitterではおおむね好意的に評価されていたらしい。また、『毎日新聞』のトルネ番付によれば、2016年1月分の速報で第7位、月刊で第12位を記録している。

### 主題歌
オープニングテーマ「hopeness」（第2話 - 第11話）
作詞・作曲・編曲・歌 - ZAQ
エンディングテーマ「LoSe±CoNtRoL」
作詞・作曲 - ZAQ / 編曲 - TECHNOBOYS PULCRAFT GREEN-FUND / 歌 - 七転福音（福沙奈恵）、クラリオン（沼倉愛美）
第1話 - 第11話では、曲の途中で「なにかで配信 パンドラジオ」を元にしたやり取りが行われる。また、第1話 - 第11話はCDとアレンジが異なる。
挿入歌
「EX-librist」（第4話）
作詞 - Yohei Matsui / 作曲・編曲 - Tomohisa Ishikawa / 歌 - TECHNOBOYS PULCRAFT GREEN-FUND feat.佐咲紗花
「ex-ist/entia」（第12話）
作詞 - Yohei Matsui / 作曲・編曲 - Tomohisa Ishikawa / 歌 - TECHNOBOYS PULCRAFT GREEN-FUND feat.中野瑠璃子

### 各話リスト
| 話数 | サブタイトル                          | 脚本     | 絵コンテ       | 演出           | 作画監督                                     | 総作画監督        |
| ---- | ------------------------------------- | -------- | -------------- | -------------- | -------------------------------------------- | ----------------- |
| #.01 | 適合者 -アデプタ-                     | 髙橋龍也 | 清水聡         | 山本天志       | 飯飼一幸、武本大介                           | 谷拓也 澤田譲治   |
| #.02 | 大深度地下 -ジオフロント-             | 髙橋龍也 | 清水聡         | 蔵本穂高       | 真部周一郎、大原大                           | 谷拓也 服部憲知   |
| #.03 | 偽装空間 -テラリウム-                 | 髙橋龍也 | 西本由紀夫     | 柳屋圭宏       | 小島彰、LEE SANG-MIN                         | 谷拓也            |
| #.04 | 料理の鉄人 -キッチン・ドラッジ-       | 森田繁   | 山本天志       | 浅見松雄       | ハンミンギ、真部周一郎 武本大介              | 徳田夢之介        |
| #.05 | 通信障害 -システム・ダウン-           | 森田繁   | ところともかず | ところともかず | 吉崎雅博、島田英明                           | 谷拓也            |
| #.06 | 魂魄 -セントラル・ナーバス・ユニット- | 森田繁   | サトウシンジ   | 山本天志       | 飯飼一幸、山村俊了                           | 徳田夢之介        |
| #.07 | 人形師 -パペッティア-                 | 髙橋龍也 | 清水聡         | 浅見松雄       | 磯野智、伊集院いづろ                         | 谷拓也            |
| #.08 | 大火災 -インフェルノ-                 | 森田繁   | 西本由紀夫     | 村田尚樹       | 武本大介、大高雄太                           | 徳田夢之介        |
| #.09 | 基地強襲 -アサルト-                   | 髙橋龍也 | 名村英敏       | 石井和彦       | 岡昭彦、大野勉                               | 谷拓也            |
| #.10 | 恐怖 -フィアー-                       | 森田繁   | 清水聡         | 蔵本穂高       | 大原大、横松雄馬 王洲範                      | 徳田夢之介        |
| #.11 | 心の在処 -ゴーストURN-                | 髙橋龍也 | 所俊克         | 浅見松雄       | 南伸一郎、福島豊明 吉崎雅博、しまだひであき  | 谷拓也            |
| #.12 | 希望 -エルピス-                       | 髙橋龍也 | 清水聡         | 山本天志       | 磯野智、森下勇輝 横松雄馬、武本大介 山村俊了 | 徳田夢之助 谷拓也 |

### 放送局
| 放送期間                | 放送時間                     | 放送局         | 対象地域 | 備考                              |
| ----------------------- | ---------------------------- | -------------- | -------- | --------------------------------- |
| 2016年1月8日 - 3月25日  | 金曜 23:00 - 23:30           | AT-X           | 日本全域 | リピート放送あり / 製作委員会参加 |
| 2016年1月9日 - 3月26日  | 土曜 1:40 - 2:10（金曜深夜） | TOKYO MX       | 東京都   |                                   |
|                         |                              | KBS京都        | 京都府   |                                   |
| 2016年1月10日 - 3月27日 | 日曜 3:00 - 3:30（土曜深夜） | BS11           | 日本全域 | 『ANIME+』枠                      |
| 2016年1月11日 - 3月28日 | 月曜 0:00 - 0:30（日曜深夜） | テレ玉         | 埼玉県   |                                   |
|                         |                              | チバテレ       | 千葉県   |                                   |
|                         |                              | tvk            | 神奈川県 |                                   |
|                         | 月曜 0:30 - 1:00（日曜深夜） | サンテレビ     | 兵庫県   |                                   |
| 2016年1月13日 - 3月30日 | 水曜 0:00 - 0:30（火曜深夜） | 岐阜放送       | 岐阜県   |                                   |
| 2016年1月14日 - 3月31日 | 木曜 1:20 - 1:50（水曜深夜） | 三重テレビ放送 | 三重県   |                                   |
|                         | 木曜 3:35 - 4:05（水曜深夜） | TVQ九州放送    | 福岡県   |                                   |

| 配信開始日    | 配信時間                   | 配信サイト         | 備考          |
| ------------- | -------------------------- | ------------------ | ------------- |
| 2016年1月14日 | 木曜 12:00 更新            | dアニメストア      |               |
| 2016年1月21日 | 木曜 0:00（水曜深夜） 更新 | GYAO!              | 全話1週間無料 |
|               | 木曜 12:00 更新            | バンダイチャンネル | 全話有料      |
|               | 木曜 23:00 更新            | ニコニコチャンネル | 全話有料      |

### BD / DVD
| 巻 | 発売日         | 収録話          | 規格品番  | 規格品番   |
| 巻 | 発売日         | 収録話          | BD        | DVD        |
| -- | -------------- | --------------- | --------- | ---------- |
| 1  | 2016年5月27日  | 第1話 - 第2話   | KAXA-7351 | KABA-10455 |
| 2  | 2016年6月24日  | 第3話 - 第4話   | KAXA-7352 | KABA-10456 |
| 3  | 2016年7月29日  | 第5話 - 第6話   | KAXA-7353 | KABA-10457 |
| 4  | 2016年8月26日  | 第7話 - 第8話   | KAXA-7354 | KABA-10458 |
| 5  | 2016年9月30日  | 第9話 - 第10話  | KAXA-7355 | KABA-10459 |
| 6  | 2016年10月28日 | 第11話 - 第12話 | KAXA-7356 | KABA-10460 |

### 映像特典
『ネネとクラリオンのパンドラジオ！』は、「なにかで配信 パンドラジオ」を再現したショートアニメ。監督は國領恵実香、アニメーション制作はDLE。
| 巻数 | サブタイトル      | 脚本     | 作画               | 企画                                 |
| ---- | ----------------- | -------- | ------------------ | ------------------------------------ |
| 1    | パンドラジオ #.01 | 水無月徹 | 堤心平、藤岡早苗   | クラリオンの世相引っ掻きダイカイ〜!! |
| 2    | パンドラジオ #.02 | 水無月徹 | 堤心平             | ふつおた                             |
| 3    | パンドラジオ #.03 | 水無月徹 | 堤心平             | 昔のゲームで遊んでみたい             |
| 4    | パンドラジオ #.04 | 水無月徹 | 堤心平             | セナンクル島週末エンタメ情報!!       |
| 5    | パンドラジオ #.05 | 水無月徹 | 堤心平             | いろんなゲルコマさん!紹介☆           |
| 6    | パンドラジオ #.06 | 水無月徹 | ビー・アール・エー | さよなら!パンドラジオ!!              |

### ドラマCD
『紅殻のパンドラ パンドラジオCD』
2016年4月6日発売。「なにかで配信 パンドラジオ」を再現したボイスドラマ。
オープニングテーマ「Direct⇄LiNK」
作詞 - 松井洋平 / 作曲・編曲 - AstroNoteS / 歌 - 七転福音 (福沙奈恵)、クラリオン (沼倉愛美)